# Muras (Galiza)
Muras é um município da Espanha na província de Lugo, comunidade autónoma da Galiza, de área 164,47 km² com população de 978 habitantes (2004) e densidade populacional de 5,95 hab/km².

## Demografia
| Variação demográfica do município entre 1991 e 2004 | Variação demográfica do município entre 1991 e 2004 | Variação demográfica do município entre 1991 e 2004 | Variação demográfica do município entre 1991 e 2004 |
| --------------------------------------------------- | --------------------------------------------------- | --------------------------------------------------- | --------------------------------------------------- |
| 1991                                                | 1996                                                | 2001                                                | 2004                                                |
| 1437                                                | 1218                                                | 1044                                                | 978                                                 |